# Anacamptis palustris
L'orchidea di palude (Anacamptis palustris (Jacq.) R.M.Bateman, Pridgeon & M.W.Chase, 1977) è una pianta appartenente alla famiglia delle Orchidacee.

## Descrizione
È una pianta erbacea geofita bulbosa con fusto alto 20–60 cm, verde alla base, violaceo all'apice.
L'apparato radicale è costituito da due rizotuberi tondeggianti.
Le foglie, da 3 a 5, sono strette e lanceolate e inguainano parzialmente il fusto; le brattee, lanceolate, sono verdastre con sfumature violacee.
I fiori, da 10 a 30, di colore dal porpora al viola, sono riuniti in  infiorescenze cilindriche.
I sepali laterali sono allungati ed eretti, mentre il sepalo mediano è unito con i petali a formare un casco che cinge il labello. Quest'ultimo è trilobato, con lobo mediano più lungo dei laterali, talora bifido, con una striscia centrale più chiara, punteggiata di viola. Lo sperone è orizzontale o ascendente, robusto.
Il ginostemio è corto, con antera violacea e masse polliniche verdastre.
Fiorisce da aprile a maggio.

## Biologia
L'impollinazione è entomofila ad opera di imenotteri del genere Bombus (Apidae).

## Distribuzione e habitat
A. palustris è diffusa nel bacino del Mediterraneo e in Europa centrale e settentrionale: il suo areale, molto frammentato, si estende dalla Spagna ad ovest sino all'Anatolia e alla Russia a est, da  Norvegia e Svezia a nord sino alla Tunisia a sud.
In Italia è segnalata, con piccole popolazioni, in Friuli-Venezia Giulia, Veneto, Emilia-Romagna, Toscana, Lazio, Molise, Campania, Puglia, Basilicata e Calabria.
Il suo habitat naturale sono le paludi e gli acquitrini salmastri, da 0 a 500 m di altitudine.

## Conservazione
La Lista rossa IUCN classifica Anacamptis palustris come specie a rischio minimo (Least Concern).
In Italia è in forte regresso per la progressiva riduzione del suo habitat: scomparsa in numerose regioni, sopravvive con piccole popolazioni la cui esistenza è legata alla tutela dei biotopi idonei alla sua crescita.
Il "Libro rosso delle piante d'Italia" la classifica come specie vulnerabile (VU).

## Tassonomia
Descritta nel 1786 come Orchis palustris dal botanico olandese Nikolaus Joseph von Jacquin, è stata recentemente assegnata al genere Anacamptis.
Il numero cromosomico di Anacamptis palustris è 2n=36.

### Sottospecie
Sono state descritte le seguenti sottospecie:
- Anacamptis palustris subsp. palustris
- Anacamptis palustris subsp. elegans (Heuff.) R.M.Bateman, Pridgeon & M.W.Chase
- Anacamptis palustris subsp. robusta (T.Stephenson) R.M.Bateman, Pridgeon & M.W.Chase

### Ibridi
- Anacamptis × duquesnei (A. palustris × A. pyramidalis)

Sono inoltre stati descritti ibridi con altri generi di Orchidinae tra i quali:
- ×Serapicamptis (Anacamptis × Serapias)[5]
  - × Serapicamptis mutata (E.G.Camus) J.M.H.Shaw, 2005 ([A. palustris × S. neglecta)

### Specie simili
Può essere confusa con la congenere A. laxiflora di cui condivide l'habitat. Se ne differenzia per il colore più chiaro dei fiori e per la forma del labello, che ha il lobo mediano più lungo dei laterali.